# Língua enoquiana
O enoquiano (do inglês antigo Enochian) tem seu nome relacionado à mítica língua dos anjos, tendo sido cunhado pelo ocultista e astrólogo da corte elisabetana Dr. John Dee e seu assistente Edward Kelley, no final do século XVI. Segundo Dee, essa língua teria sido revelada pelos próprios anjos através de experimentos com cristalomancia. Alguns praticantes contemporâneos de magia, como Aleister Crowley, consideram o enoquiano uma língua útil para uso em rituais mágicos envolvendo línguas antigas de semelhança gramatical com a língua inglesa.
A língua dos anjos revelada para Dee e Kelley é limitada por resquícios de textos, alguns com traduções para o inglês. Entrementes, alguns linguistas, como Donald Laycock, estudaram o enoquiano, e afirmaram que não existe nada de excepcional em como é estruturado e pronunciado.
As notas de Dee não chamavam a língua como "enoquiano", mas de "angélica", "celestial", "língua dos anjos", "primeira língua do Cristo-Deus", "santa língua", ou "língua adâmica", pois, segundo os anjos que visitaram Dee, essa língua foi usada por Adão no paraíso para dar nome às criaturas de Deus. O termo "enoquiano" vem de uma nota de Dee que diz que o patriarca Enoque, ancestral de Noé, foi o último humano vivo antes deles (Dee e Kelley) a aprender e falar a língua. [carece de fontes?]

## Anjos
Segundo o historiador Tobias Churton em seu livro The Golden Builders, o conceito de uma língua dos anjos era comum na época de Dee. Acreditava-se que se alguém pudesse interagir com eles, comunicaria-se numa língua falada pelo próprio Deus.
Em 1581, Dee mencionou em diários pessoais que Deus havia enviado "anjos bons" para se comunicarem diretamente com profetas. Em 1582, Dee se associou com o vidente Edward Kelley, embora já tivesse tentado se juntar com outros anteriormente.  Com a ajuda paranormal de Kelley,  Dee começou a tentar fazer contato com entidades angélicas, o que resultou, entre outras coisas, no desenvolvimento da "língua dos anjos" ou "enoquiana".
Nas notas, Dee dizia que a língua era dos anjos pois teria sido através dela que Deus teria criado o mundo, e depois ensinada a Adão para se comunicar com o Criador.
Apos a expulsão do paraíso, Adão teria desaprendido o enoquiano e desenvolvido uma outra língua, mais basilar, uma espécie de proto-hebraico, com uma gramática vagamente semelhante à da santa língua. Esse proto-hebraico tornou-se, então, a língua universal, até o fatídico dia da separação das línguas na Torre de Babel.
Após isso, diversas línguas humanas se desenvolveram, incluindo uma versão avançada do hebraico (no caso, o “hebraico bíblico"). No interim de Adão para Dee e Kelley, a língua teria sido escondida dos homens, com a única exceção do patriarca Enoque que, segundo os anjos, teria escrito um livro chamado Loagaete (hebraico transl. Loagaeth, i.e. "Voz de Deus") para o gênero humano.  Esse livro teria se perdido no grande dilúvio de Noé.
O contato com os anjos que ensinaram a língua enoquiana teria se iniciado em 26 de março de 1583, quando Kelley relatou visões em objetos mágicos de 21 letras do alfabeto de uma língua.
Alguns dias depois, Kelley começou a ter visões do que se tornaram os primeiros textos escritos da língua enoquiana. Isso resultou no Liber Loagaeth (“Livro da Voz de Deus”).
Os outros textos da língua foram revelados por Kelley cerca de um ano depois, na Cracóvia.  Esses foram os mais importantes desde que os dois começaram a traduzir o enoquiano para o inglês, pois proveram a base do vocabulário enoquiano. Os textos se organizavam em 48 versos poéticos, que Dee chama em seus diários de “Claves Angelicae”, ou “Angelic Keys” ("Chaves Angélicas" em latim e inglês, respectivamente). Essas Chaves foram mais tarde incorporadas a um sistema mágico. Dee, ao que parece, estava tentando usá-las para "abrir os 49 portões do conhecimento/compreensão" representados pelos 49 quadrados mágicos do Liber Loagaeth.
Embora estes textos contenham a maior parte do vocabulário, dezenas de palavras novas são encontradas escondidas em periódicos de Dee, e milhares de palavras continuam indefinidas no Liber Loagaeth. Foram marcadas diversas diferenças estilísticas entre as palavras do Liber Loagaeth e nas Chaves originais, o que levou alguns ocultistas atuais a acreditarem na existência de “dialetos” enoquianos. [carece de fontes?].

## Críticas
Muitos céticos e investigadores científicos têm apontado diversas discrepâncias entre os dois textos revelados à Dee, afirmando que a língua enoquiana não tem muita consistência. Desde o inicio percebe-se, como frisado pelo linguista australiano Donald Laycock, que os textos no Liber Loagaeth apresentam características fonéticas que não existem em línguas naturais. Em vez disso,  os vocabulários apresentam casos geralmente categorizados como glossolalia, sugerindo que  Kelley tenha inventado o vocabulário enquanto acreditava "falar em línguas."
Com base nas análises linguísticas de Laycock, céticos pontuam que existem diversos problemas que dificultam acreditar que a língua enoquiana seja tanto natural quanto sobrenatural. Já está plenamente comprovado que a sintaxe do enoquiano é quase idêntica à do inglês.  Existe, ainda, uma clara evidência que a conjugação verbal possui vestígios do inglês, assim como uma amálgama de línguas semíticas como o hebraico ou o árabe, que Dee afirmava serem oriundas da língua dos anjos.  Essas e outras questões que pesam para a hipótese de ser uma língua inventada por dois adivinhos renascentistas (Dee e Kelley) conferem ao enoquiano bem menos mistério e importância do que alguns praticantes de ocultismo gostariam que tivesse.

## Enoquiano na cultura popular

### Satanismo
Anton LaVey, fundador da Igreja de Satanás, adotou o enoquiano como língua mágica oficial da igreja e acrescentou as dezenove Chaves originárias do compêndio ritualístico de Israel Regardie sobre a Ordem Hermética da Aurora Dourada no apêndice da Bíblia Satânica em 1969. As Chaves foram transcritas foneticamente, atribuídas cada uma a um propósito específico dentro dos rituais satânicos e "satanizadas" nas versões em inglês (apesar de LaVey falsamente alegar que as dele seriam as "verdadeiras" traduções das Chaves).

### Romances e novelas
Cotten Stone, dos romances de mistério escritos por Lynn Sholes e  Joe Moore, sabe falar enoquiano por que é filha de Furmiel, um anjo caído. No romance The Lovers, de John Connolly, os dois anjos apóstatas Anmael e Semjaza têm a tatuagem de uma letra enoquiana cauterizada nos braços (A de Amnael é Un e a de Semjaza é Fam). Ambos deixam marcada a própria letra no corpo ou perto das vítimas. Nas séries Discworld, de Terry Pratchetts, o enoquiano é a língua dos Golems. Nos livros da série The Laundry, de Charles Stross, o enoquiano é a língua franca para conjuros em rituais mágicos.

### Televisão
Na televisão, no episódio dos Simpsons chamado Sideshow Bob Roberts, uma festa republicana é satirizada quando os convidados se cumprimentam usando uma frase em enoquiano. Na quinta temporada de Angel, o vilão Lindsey McDonald tem  carântulas enoquianas tatuadas no corpo, que o impedem de ser detectado por meios sobrenaturais pelos Senior Partners. Na mesma temporada, sua namorada Angel se esconde em uma casa tatuando as mesmas carântulas nas costas. No filme Legião (filme) lançado em 2010, as tatuagens do corpo de Michael, e depois no corpo do personagem Jeep, também são enoquianas. Na série de TV americana Supernatural, a partir da quarta temporada pode-se ver várias cenas em que língua enoquiana é escrita ou falada para contato e rituais mágicos envolvendo anjos e magia angélica.

### Heavy metal
No terceiro álbum da banda Tool, Lateralus, a décima terceira e última música se chama "Faaip de Oiad", que significa "Voz de Deus" em enoquiano (uma referência ao Liber Loagaereth); a banda finlandesa de black metal Enochian Crescent, já no nome demonstra o que a inspirou; a banda americana Acheron recitou um trecho da Quinta Chave Enoquiana, da Bíblia Satânica, na letra da música The Enochian Key; e a banda sueca de metal sinfônico Therion batizou seu álbum de 1998 de Vovin ("dragão" em enoquiano).

### Games
Nos jogos da Platinum Games Bayonetta e Bayonetta 2, as evocações e conversas entre anjos e demônios são todas em enoquiano.
O jogo Uncharted 3: Drake's Deception, lançado em novembro de 2011 para a PlayStation 3, menciona o enoquiano.
O jogo Nier Automata também faz referência a está língua.
No jogo Castlevania: Lords of Shadow 2 a língua está presente em cenas onde Satan se comunica com seu acólito.